# Норвезька асоціація видавців
Норвезька асоціація видавців, заснована 19 березня 1895 року, є індустріальною організацією для норвезьких видавців. Асоціація включає більшість великих норвезьких видавців, загальна частка яких становить близько 80 відсотків. Однією з найбільш помітних завдань асоціації є те, що вона щорічно виробляє велику статистику для норвезької книжкової індустрії. Норвезька асоціація видавців має офіси в будинку книжкового магазину в Øvre Vollgate 15 в Осло.
Видавці в асоціації зі своїми книжковими клубами несуть відповідальність за приблизно 80% загального обсягу книг у Норвегії. Члени взяли на себе зобов'язання слідувати «Книжковій угоді», яка серед іншого буде забезпечувати конкуренцію на рівних умовах між різними продажами дружинами сидять за книги. Для того, щоб слідувати правилу фіксованих ставок для нових книг є книга промисловість отримала звільнення від закону про конкуренцію. Регламент застосовується з року випуску до 1 травня наступного року. У поточному періоді жоден гравець не має права продавати книги з більш ніж 12,5% знижкою.
Метою організації є захист та просування професійних та економічних інтересів членів.
Крістенн Ейнарссон обійняв у 2012 році на посаду директора Асоціації видавців.

## Режисери
- Вільям Нігард, 1895-1921, 1924-1929
- Torger Baardseth 1921-1924, 1929-1936
- Гаральд Гріг 1936-1960 рр. (Крім 1941-1945 рр.)
- Генрік Грот 1960-1968
- Артур Холмсленд 1968-1972
- Бріє Дженсен 1972-1975
- Ян Візес 1975-1978
- Тригве Йохансен 1978-1981
- Зигмунд Стромм 1981-1984
- Андреас Скартвейт 1984-1987
- Вільям Нігард, 1987-1990 рр
- Аудун Хекстадат 1990-1993
- Тригве Рамберг 1993-1996 рр
- Синдр Гулдвог 1996-1999
- Bjørn Smith-Simonsen 1999-2005
- Гейр Бердаль 2005-2012
- Том Харальд Дженсенс 2012-

## Членська рада
- Видавець Abovo , Коппанг
- Видавець Antropos , Осло
- Арнеберг Форлаг , Осло
- H. Aschehoug & Co. (W. Nygaard) , Осло
- Bestsellerforlaget , Осло
- Біблійне товариство , Осло
- Bokvennen AS, Осло
- Cappelen Damm AS, Осло
- Коментар до Форлаг , Санднес
- Communicatio Forlag AS, Тронхейм
- Динамо Форлаг А.С., Лісакер
- Dreyers Forlag , Осло
- Видавець Efrem , Follese
- Embla Forlag AS, Steinkjer
- Engelstad Видавництво , Осло
- Familieforlaget AS, Осло
- Flamme Forlag AS, Осло
- Видавник Flux , Осло
- Fonna Forlag , Осло
- Шрифт Forlag AS, Осло
- Авторська історія (Čállīd Lágádus), Карасьок
- Видавець 1 , Осло
- Fortellerforlaget , Осло
- Fritt Forlag AS, Осло
- Ганеса Форлаг А.С., Колботн
- Буття Форлаг , Кєллер
- Gresvik Forlag AS, Gressvik
- Gyldendal Norsk Forlag AS, Осло
- Heinesen Видавець , Råde
- Гермон Форлаг , Кєллер
- Hovde & Brekke Forlag AS, Осло
- Forlaget Historie & Kultur AS, Осло
- Видавництво Фердинанд , Берген
- Гуманіст Forlag AS, Осло
- Гура Форлаг , Осло
- Imprintforlaget AS, Осло
- Kagge Forlag AS, Осло
- Колон Форлаг , Осло
- Come Forlag , Осло
- Видавництво "Контур" М.Аамундсен , Осло
- Агентство знань , Осло
- Лабіринт Преса , Осло
- Larsforlaget AS, Осло
- Libretto Forlag , Осло
- Видавнича компанія Lille Måne , Осло
- Живе видавництво , Ларвік
- Лунде Форлаг , Осло
- Лютер Форлаг О. С. Осло
- Lydbokforlaget AS, Мелхус
- Magikon Видавець , Колботн
- Mangschou Forlag AS, Берген
- Forlaget Manifest AS, Осло
- Маргмедіа Д.А. , Тромсе
- Мессель Форлаг , Осло
- Видавець Minuskel , Осло
- Норас Арк , Осло
- Norgesforlaget AS , Porsgrunn
- Nova Forlag AS, Dilling
- Forlaget Oktober AS, Осло
- Видавник Omnipax , Осло
- Orfeus Publishing AS, Осло
- Orkana Forlag AS, Stamsund
- Pax Forlag AS, Осло
- Pegasus Forlag AS, Осло
- Pelikanen forlag AS, Ставангер
- Pictura Normann AS, Рєлінген
- Piratforlaget , Осло
- Прес-Преса , Осло
- Ренессе Форлаг , Осло
- Норвезький самаритянин , Осло
- Schibsted Forlag AS, Осло
- Видавець Schrøder AS, Тронхейм
- Видавець Snowbird , Мелхус
- Solum Forlag AS, Осло
- Spartacus Forlag AS, Осло
- Spektrum Forlag AS, Осло
- St. Olav Видавець , Осло
- JM Stenersens Forlag AS, Осло
- Technical Industry AS, Осло
- Скажіть Forlag AS, Воллен
- Tiden Norsk Forlag AS, Осло
- To-Photo AS, Гарстад
- Transit AS, Осло
- Tun Forlag AS, Осло
- Universitetsforlaget , Осло
- Vega Forlag AS, Осло
- Відарфорлагет , Осло
- Vigmostad & Bjørke , Bergen
- Wigestrand Forlag AS, Ставангер